# Marguerite Broquedis
Marguerite Marie Broquedis (Pau, 17 de abril de 1893 - Orléans, 23 de abril de 1983) foi uma tenista francesa. Campeã Olímpica em 1912.

## Grand Slam finais

### Duplas: (1 título)
| Resultado | Ano  | Campeonato           | Parceira     | Oponentes                | Placar        |
| --------- | ---- | -------------------- | ------------ | ------------------------ | ------------- |
| Campeã    | 1927 | French Championships | Jean Borotra | Lilí Álvarez Bill Tilden | 6–4, 2–6, 6–2 |